# Cryptothele ceylonica
Cryptothele ceylonica là một loài nhện trong họ Zodariidae.
Loài này thuộc chi Cryptothele. Cryptothele ceylonica được Octavius Pickard-Cambridge miêu tả năm 1877.